# Barrage de Saidenbach
Le barrage de Saidenbach (allemand : Talsperre Saidenbach) est un barrage situé dans la Saxe en Allemagne. Son réservoir fournit de l'eau potable à Chemnitz et, conjointement avec le Talsperrensystem Mittleres Erzgebirge et ses autres barrages - Neunzehnhain I, II et Einsiedel (en) - contribue à fournir de l’eau à la région couverte par la Zweckverbandes Fernwasser Südsachsen.
Dans une moindre mesure, ce barrage produit de l'électricité et pour contrôler les crues.

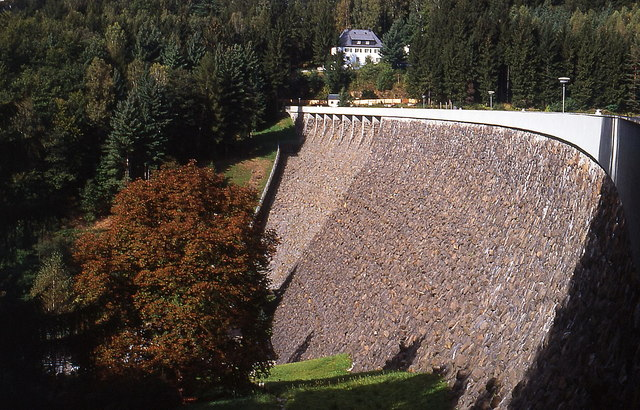
Le mur du barrage

Le barrage actuel est un barrage voûte, basé sur le principe d'Intze. Le barrage est construit entre 1929 et 1933 près de Lengefeld dans les Monts Métallifères et est mis en service en 1933. C'est un « grand barrage » selon les critères de l’ICOLD. Les cours d'eau alimentant le réservoir sont l'Haselbach, le Saidenbach, le Lippersdorfer Bach et l'Hölzelbergbach.
Le barrage de Saidenbach Dam a également un pré-barrage (Forchheim) et dix bassins en amont dont seuls quatre sont habituellement remplis.